# Cold Cuts
Cold Cuts est un magazine photo sur la culture queer arabe créé en 2017 au Liban par l'artiste visuel Mohamad Abdouni. Il a pour ambition de documenter l'histoire et le quotidien des queers du monde arabe, et de proposer une autre vision de ces personnes que celle, jugée misérabiliste, qu'en donnent les médias occidentaux. Le texte est en trois langues, arabe, anglais, français.

## Objectifs

### Créer des sources visuelles et textuelles
A la différence des queers occidentaux qui se sont construit une généalogie culturelle, ceux du monde arabe ne disposent pas de suffisamment d'images, de récits, de figures emblématiques donnant corps à leur histoire. Le fondateur de Cold Cuts veut contribuer à remédier aux lacunes dans les archives et cherche à constituer une documentation sur la culture queer dans le monde arabe qui posera quelques jalons pour les générations futures,. 
Mohamed Abdouni évoque pour les queers occidentaux l'exemple du film documentaire de Jennie Livingston, Paris Is Burning qui traite de la ball culture new-yorkaise ; il déplore le fait que pour les Arabes les références en matière de culture queer demeurent occidentales.

### Donner la parole aux queers arabes
Le magazine réagit également contre une image jugée biaisée – « alarmiste », « raccoleuse » – des queers du monde arabe, diffusée par des médias occidentaux, qui insistent plus sur le mauvais sort de ces personnes queers que sur les réalisations qu'elles ont accomplies. Son fondateur veut donner la possibilité aux personnes queer arabes de s'autoreprésenter,.

## Numéro spécial sur une mère et son filsgenderqueer
La publication du numéro de ce magazine intitulé « Doris & Andrea » consacré à la relation entre sur une mère arménienne et son fils genderqueer au Liban coïncide avec la présentation d'une série de photographies du même nom de M. Abdouni à l'Institut des cultures d'Islam à Paris en mars-juillet 2019, dans le cadre de l'exposition C'est Beyrouth. Le partenariat de Cold Cuts avec cet Institut est jugé original par le magazine Huck (en)  : « C'était la première fois que l'Institut des cultures d'Islam à Paris ouvrait ses portes à un récit queer ou à une histoire queer ».

## Numéro spécial sur l'histoire trans
S'inscrivant dans le projet de lutte contre l'effacement de l 'histoire queer, un numéro spécial de Cold Cuts intitulé «Treat Me Like Your Mother: Neglected Trans Histories From Beirut’s Forgotten Past» (« Traite-moi comme ta mère : histoires négligées de trans provenant du passé oublié de Beyrouth ») est centré sur 11 femmes transgenres libanaises ; il propose des récits, des images d'archives et des portraits actuels réalisés en studio.
Le magazine documente les bals trans à Beyrouth  « Nous n'avions aucune idée que les bals trans existaient dans les années 1980 et 1990 au Liban », explique Mohamad Abdouni. « Nous savions que des bals trans se déroulaient à Harlem, mais nous avions toujours l'impression que c'était quelque chose que nous nous étions approprié plus tard. Le fait que nous ayons notre propre histoire de culture du bal, différente de celle des États-Unis, est époustouflant ». 
Ce numéro évoque aussi des histoires de prostitution et les discriminations sociales auxquelles des personnes trans sont confrontées.

## La drag queen Anya Kneez
Le magazine Cold Cuts présente un court-métrage réalisé par M. Abdouni intitulé Anya Kneez, a Queen in Beirut Anya Kneez, une reine à Beyrouth centré sur une drag queen libanaise «qui a relancé la scène "drag" dans les clubs de Beyrouth et fait des tournées dans les festivals de films internationaux du monde entier».
La directrice artistique du magazine est Tala Safié et le consultant visuel Charles Nicola. Après quelques difficultés pour trouver un imprimeur, Mohamad Abdouni a finalement signé un contrat avec l'imprimerie libanaise Chemaly & Chemaly.